# Obscuropterus melanargyrea
Obscuropterus melanargyrea är en skalbaggsart som först beskrevs av White 1855.  Obscuropterus melanargyrea ingår i släktet Obscuropterus och familjen långhorningar. Inga underarter finns listade i Catalogue of Life.